# گروه شیدا
گروه شیدا یک گروه موسیقی سنتی ایرانی بود که در سال ۱۳۵۱ توسط محمدرضا لطفی و با همکاری درویش رضا منظمی، حسین عمومی و ناصر فرهنگ‌فر در دانشگاه تهران پایه‌گذاری شد. فعالیت رسمی این گروه در سال ۱۳۵۳ با همکاری هوشنگ ابتهاج در رادیو ایران آغاز شد. اولین برنامه گروه شیدا که از رادیو پخش شد بازسازی آثار قدما شامل پیش‌درآمد ابوعطا از درویش خان و تصنیف شیدا بود؛ و نخستین اجرای گروه شیدا نیز در جشن هنر سال ۱۳۵۴ با اجرای دستگاه نوا همراه بود.

نوازندگان گروه شیدا پس از واقعه ۱۷ شهریور ۱۳۵۷ از رادیو استعفا و به شکل مستقل فعالیت خود را در کانون چاووش ادامه دادند. اعضای این گروه عبارت بودند از: محمدرضا لطفی
،عبدالنقی افشارنیا، پشنگ کامکار، فرخ مظهری، زیدالله طلوعی، بیژن کامکار، هادی منتظری، مجید درخشانی، جمال سماواتی، ارژنگ کامکار.
گروه شیدا در سال ۱۳۸۷ پس از بازگشت محمدرضا لطفی به ایران فعالیت خود را دوباره آغاز کرد و آثار بسیاری را به تولید و اجرا رساند. در آخرین نسل گروه شیدا هنرمندانی چون فرخ مظهری، مازیار شاهی، محمد معتمدی، حمید سکوتی و… حضور داشتند.